# Gerolama Orsini
Gerolama Orsini (anche chiamata Girolama) (Pitigliano, 1504 – Viterbo, luglio 1569) era un membro della famiglia Orsini e fu moglie di Pier Luigi Farnese; fu quindi duchessa di Parma per matrimonio e prima duchessa di Castro.

## Biografia
Gerolama discendeva da una nobile famiglia aristocratica romana, gli Orsini, i cui rappresentanti influenzarono la vita politica nella capitale apostolica fin dal Medioevo. Alcuni ricercatori suggeriscono che discendesse dal nobile romano Gentile Orsini, signor Pitigliano, Munano, Penna e Nettuno, nonché fratello minore di papa Niccolò III.
Gerolama nacque intorno al 1503, probabilmente a Pitigliano, dalla famiglia del condottiero Ludovico Orsini, conte di Pitigliano, e da sua moglie, Giulia Conti. Da parte paterna era la nipote di Niccolò II Orsini, conte Pitigliano, e di Elena Conti. Da parte materna era nipote di Giacomo Conti, signore di Carpineto, e di Elisabetta Carafa, nipote del cardinale Francesco Conti.

## Matrimonio
Nel 1513, su iniziativa del cardinale Alessandro Farnese, iniziarono le trattative sul matrimonio tra il suo primogenito Pier Luigi Farnese e Gerolama. A quel tempo esistevano già vincoli matrimoniali tra le famiglie Orsini e i Farnese. Il 26 marzo 1513 venne firmato il contratto di matrimonio, dove veniva indicata l'entità della dote della sposa, che ammontava a novemila ducati e due feudi, Cellere e Pianiano. La cerimonia nuziale ebbe luogo il 15 gennaio 1519 a Valentano. Nonostante fu un matrimonio senza amore, Gerolama rimase una moglie fedele e devota, tollerando gli eccessi di Pier Luigi, la sua brutalità e stravaganza con dignità, e diede al marito cinque figli.

### Duchessa
Dopo il matrimonio, la coppia ha vissuto a Palazzo Farnese a Valentano e trascorreva l'estate a Palazzo Farnese a Gradoli. Nel 1534, il suocero di Gerolama, con il quale aveva un buon rapporto, divenne papa con il nome di Paolo III. L'influenza della famiglia Farnese a Roma aumentò notevolmente, ma ciò non influì in alcun modo sul suo comportamento. Secondo la testimonianza dei suoi contemporanei, era una donna intelligente con una forte volontà. Gli scandali legati alla bisessualità di suo marito non la ferivano particolarmente. Gerolama corrispondeva con umanisti ecclesiastici e laici: Marcello Cervini, il futuro papa Marcello II, Paolo Giovio, Giovanni Della Casa e Bartolomeo Cavalcanti.
Il 14 marzo 1537 Paolo III concesse a Pier Luigi il Ducato di Castro, e sua moglie ricevette il titolo di Duchessa. Nel 1541 lo stesso papa le diede una pensione annuale di 100.000 scudi, insieme a pagamenti ad altri membri della sua famiglia. La duchessa ha speso la maggior parte dei suoi fondi personali per l'acquisto di tessuti costosi per abiti per sua figlia e le sue damigelle d'onore. Per risolvere problemi economici, doveva spesso viaggiare tra Roma e i possedimenti della famiglia. Il 26 agosto 1545 Paolo III concesse a Pier Luigi il Ducato di Parma e Piacenza. In onore della nuova duchessa, Parma annunciò come suo patrono San Girolamo, in suo onore. Quando il marito si stabilì a Piacenza, chiamò a sé la moglie e il figlio maggiore, Alessandro, chiedendo aiuto nella gestione del feudo, ma il suocero di Gerolama non glielo permise.
Gerolama ha dedicato quasi tutto il suo tempo alla vita dei suoi figli. La loro corrispondenza divenne particolarmente frequente nel 1546, quando i due figli della duchessa, Alessandro e Ottavio, arrivarono presso l'imperatore, che si preparava alla guerra con i protestanti.
Gerolama attribuiva grande importanza al matrimonio dell'unica figlia Vittoria. Nel gennaio 1545 iniziarono i preparativi per il suo matrimonio con Fabrizio Colonna, principe ereditario di Paliano. Questo matrimonio avrebbe dovuto porre fine ad anni di controversie tra le due famiglie. Tuttavia, Paolo III non gli diede il suo consenso. Il progetto di un matrimonio dinastico con Vespasiano Colonna fu respinto per il fatto che lo sposo sembrava non abbastanza maturo. In corrispondenza con suo marito, Gerolama gli chiese di persuadere suo padre a dare in sposa la figlia a un degno candidato il prima possibile. Il 29 giugno 1547, a Roma, Vittoria sposò Guidobaldo della Rovere.

## Morte
Il 10 settembre 1547, Pier Luigi venne ucciso da un gruppo di congiurati. La duchessa vedova si rivolse a Marcello Cervini, allora legato pontificio a Bologna, per chiedergli di prendere il corpo di suo marito per seppellirlo nella tomba di famiglia nel monastero dei Cappuccini sull'isola Bisentina. Gerolama riuscì a seppellire il marito solo nel luglio 1548, quando le sue spoglie da Parma furono portate sull'isola dal figlio Ottavio, che divenne il nuovo Duca di Parma e Piacenza, e suo fratello Orazio ricevette il Ducato di Castro.
Nel 1549 morì il suocero di Gerolama. Insieme ai figli, sostenne l'elezione in conclave per il candidato del partito filofrancese, con l'intento di assicurare ai Farnese il Ducato di Parma e Piacenza. Eletto papa Giulio III, il candidato del partito filo-ispanico, i Farnese sono stati privati di tutti i privilegi. Il nuovo pontefice tentò di strappare loro il ducato di Castro. Gerolama non riconobbe la legalità delle sue azioni e ottenne il ritiro dell'esercito papale dal territorio del ducato. Nel maggio 1552 il feudo tornò alla famiglia Farnese e fu effettivamente governato da Gerolama. Nell'agosto dello stesso anno muore il figlio più giovane, Orazio. Da quel momento fino alla morte non lasciò quasi mai i confini del ducato, abitando nei palazzi di Valentano e Capodimonte. Ospiti frequenti della Duchessa vedova erano i suoi figli e gli ambasciatori stranieri. Nel 1556, a Viterbo, costruì un monastero per i Benedettini (o Cistercensi), ora conosciuto con il soprannome di "monastero della duchessa".
Gerolama Orsini morì nel luglio 1569 e fu sepolta accanto al marito nella tomba di famiglia presso la Chiesa dei Santi Giacomo e Cristoforo sull'isola di Bisentina, in mezzo al lago di Bolsena.

## Discendenza
Gerolamo diede al marito quattro figli e una figlia:
- Alessandro Farnese (5 ottobre 1520-2 marzo 1589), cardinale;
- Vittoria Farnese (10 agosto 1521-13 settembre 1602), sposò Guidobaldo della Rovere, duca di Urbino, a cui diede un figlio e due figlie;
- Ottavio Farnese (9 ottobre 1524-18 settembre 1586), II Duca di Parma e Piacenza. Sposò Margherita d'Austria, da cui ebbe due figli gemelli. Ebbe inoltre almeno due figli e quattro figlie naturali.
- Ranuccio Farnese (11 agosto 1530-29 ottobre 1565), cardinale;
- Orazio Farnese (febbraio 1532-18 luglio 1558), III Duca di Castro. Sposò Diana di Francia, da cui non ebbe discendenza.

## Ascendenza
|                                    |             |                                     | Genitori                                        |  |  | Nonni |  |  | Bisnonni               |  |  | Trisnonni        |  |
|                                    |             |                                     |                                                 |  |  |       |  |  | Aldobrandino II Orsini |  |  | Niccolò Orsini I |  |
|                                    |             |                                     |                                                 |  |  |       |  |  | Aldobrandino II Orsini |  |  | Niccolò Orsini I |  |
|                                    |             | Luigia Orsini                       |                                                 |  |  |       |  |  | Aldobrandino II Orsini |  |  |                  |  |
| Niccolò Orsini II                  |             |                                     |                                                 |  |  |       |  |  | Aldobrandino II Orsini |  |  |                  |  |
|                                    |             | Bartolomea Orsini                   | Carlo Orsini Signore di Bracciano               |  |  |       |  |  |                        |  |  |                  |  |
|                                    |             | Bartolomea Orsini                   | Carlo Orsini Signore di Bracciano               |  |  |       |  |  |                        |  |  |                  |  |
|                                    |             | Bartolomea Orsini                   | Paola Gironima Orsini                           |  |  |       |  |  |                        |  |  |                  |  |
| Ludovico Orsini                    |             | Bartolomea Orsini                   |                                                 |  |  |       |  |  |                        |  |  |                  |  |
|                                    |             | Giovanni Conti                      | …                                               |  |  |       |  |  |                        |  |  |                  |  |
|                                    |             | Giovanni Conti                      | …                                               |  |  |       |  |  |                        |  |  |                  |  |
|                                    |             | Giovanni Conti                      | …                                               |  |  |       |  |  |                        |  |  |                  |  |
| Elena Conti                        |             | Giovanni Conti                      |                                                 |  |  |       |  |  |                        |  |  |                  |  |
|                                    |             | …                                   | …                                               |  |  |       |  |  |                        |  |  |                  |  |
|                                    |             | …                                   | …                                               |  |  |       |  |  |                        |  |  |                  |  |
|                                    |             | …                                   | …                                               |  |  |       |  |  |                        |  |  |                  |  |
| Gerolama Orsini                    |             | …                                   |                                                 |  |  |       |  |  |                        |  |  |                  |  |
|                                    | Grato Conti | Aldobrandino Conti Signore di Segni |                                                 |  |  |       |  |  |                        |  |  |                  |  |
|                                    | Grato Conti | Aldobrandino Conti Signore di Segni |                                                 |  |  |       |  |  |                        |  |  |                  |  |
|                                    | Grato Conti | Caterina di Sangro                  |                                                 |  |  |       |  |  |                        |  |  |                  |  |
| Giacomo Conti Signore di Carpineto | Grato Conti |                                     |                                                 |  |  |       |  |  |                        |  |  |                  |  |
|                                    |             | …                                   | …                                               |  |  |       |  |  |                        |  |  |                  |  |
|                                    |             | …                                   | …                                               |  |  |       |  |  |                        |  |  |                  |  |
|                                    |             | …                                   | …                                               |  |  |       |  |  |                        |  |  |                  |  |
| Giulia Conti                       |             | …                                   |                                                 |  |  |       |  |  |                        |  |  |                  |  |
|                                    |             | Francesco Carafa                    | Antonio Carafa "Malizia"                        |  |  |       |  |  |                        |  |  |                  |  |
|                                    |             | Francesco Carafa                    | Antonio Carafa "Malizia"                        |  |  |       |  |  |                        |  |  |                  |  |
|                                    |             | Francesco Carafa                    | Caterina Farafalla                              |  |  |       |  |  |                        |  |  |                  |  |
| Elisabetta Carafa                  |             | Francesco Carafa                    |                                                 |  |  |       |  |  |                        |  |  |                  |  |
|                                    |             | Maria Origlia                       | Giovan Luigi Origlia Signore di Vico di Pantano |  |  |       |  |  |                        |  |  |                  |  |
|                                    |             | Maria Origlia                       | Giovan Luigi Origlia Signore di Vico di Pantano |  |  |       |  |  |                        |  |  |                  |  |
|                                    |             | Maria Origlia                       | Anna Sanseverino                                |  |  |       |  |  |                        |  |  |                  |  |
|                                    |             | Maria Origlia                       |                                                 |  |  |       |  |  |                        |  |  |                  |  |

## Titoli e trattamento
- 31 ottobre 1537 - 16 settembre 1545: Sua Altezza la Duchessa di Castro
- 16 settembre 1545 - 10 settembre 1547: Sua Altezza la Duchessa di Parma
- 10 settembre 1547 - luglio 1569: Sua Altezza la Duchessa Madre di Parma